# Cloramfenicol
El cloramfenicol és un antibiòtic bacteriostàtic d'ampli espectre obtingut per primer cop de cultius del bacteri del sòl Streptomyces venezuelae.
El cloramfenicol, també conegut com a clornitomicina, és efectiu contra gran varietat de bacteris grampositius i gramnegatius, incloent-hi molts organismes anaerobis. A causa de les resistències i de motius de seguretat, ja no s'utilitza com a antibiòtic de primera línia en nacions desenvolupades, excepte en alguns casos puntuals, de forma tòpica en infeccions oculars. Tot i així, el problema global de l'avanç de les resistències als antibiòtics més nous, ha portat a un interès en l'ús del cloramfenicol. En països en vies de desenvolupament, el cloramfenicol encara s'utilitza àmpliament perquè és barat i fàcilment disponible.
L'efecte advers més greu associat amb el tractament amb cloramfenicol és la toxicitat a la medul·la òssia, que es pot manifestar de dues formes diferents: com a supressió de la medul·la òssia, que és un efecte tòxic directe del medicament i generalment reversible, i anèmia aplàstica, que és una reacció idiosincràtica (rara i difícil de predir) i en general fatal.

## Espectre d'acció
Gràcies al mecanisme d'acció del cloramfenicol, que inhibeix la síntesi de proteïnes bacteriana, té un espectre molt ampli: és actiu contra bacteris grampositius (incloent-hi la majoria de les soques de Staphylococcus aureus resistents a la meticil·lina), gramnegatius i anaerobis. No és efectiu contra Pseudomonas aeruginosa, Chlamydiae ni Enterobacter. Té una certa activitat contra Burkholderia pseudomallei, però ja no es fa servir rutinàriament per combatre infeccions causades per aquest organisme, ja que ha estat reemplaçat per la ceftazidima i el meropenem. A l'oest, el cloramfenicol està restringit a usos tòpics a causa de les preocupacions pel risc d'anèmia aplàstica.

## Efectes adversos

### Anèmia aplàstica
L'efecte advers més greu del tractament amb cloramfenicol és l'anèmia aplàstica. Aquest efecte és rar i generalment fatal: no hi ha tractament ni forma de predir qui pot patir aquest efecte secundari. Aquesta reacció sol passar setmanes o mesos després d'haves aturat el tractament amb cloramfenicol, i podria haver-hi predisposicions genètiques. No se sap si monitorar el recompte sanguini dels pacients pot prevenir el desenvolupament d'anèmia aplàstica. Hi ha major risc amb els tractaments orals amb cloramfenicol (amb una afectació d'1 de cada 24.000–40.000) i el risc més baix correspon al col·liri (afectant menys d'un de cada 224,716 pacients).